# Hundsheimer Berge
Die Hundsheimer Berge (auch Hainburger Berge) sind eine kleine Berggruppe der Pannonischen Tiefebene in Österreich, an der Donau bei Bratislava. Höchste Erhebung ist der Hundsheimer Berg mit einer Höhe von 480 m ü. A.

## Lage und Landschaft
Die Berge liegen im Osten Niederösterreichs. Geologisch gehören sie bereits zu den Kleinen Karpaten, von denen sie durch die Donau getrennt sind. Dieses kurze Durchbruchstal vom Marchfeld zur ungarischen Tiefebene trägt den Namen Ungarische, Thebener oder Hainburger Pforte. Orographisch werden sie deshalb nach der signifikanten Tallinie oft zu den Alpen gestellt. Die Bergkette trennt das Wiener Becken im Westen und die Kleine Ungarische Tiefebene (ungarisch Kisalföld) im Osten und stellt über das Leithagebirge und das Rosaliengebirge die Verbindung zu den Ausläufern der Ostalpen her. Sie reicht mit einem kleinen Anteil bis ins Nordburgenland.
Am Fuß des Gebirges, das knapp 100 km² bedeckt, liegen die Stadt Hainburg und die Gemeinden Hundsheim, Edelstal und Berg. Letztere grenzt mit dem Zollamt Berg bereits an die Slowakei; von Bratislava ist sie nur mehr durch die Donau getrennt.
Das Massiv besteht aus Kristallin und permisch-mesozoischem Kalkstein und wird daher – sofern man es zu den Alpen zählt – in die Gruppe der Zentralalpen gestellt. Es wurde von der Ur-Donau durch den Brucker Durchbruch vom Leithagebirge und durch den Hainburger Durchbruch von den Westkarpaten getrennt, wohl in mehreren Etappen des Hin-und-Herwechselns, Bratislava liegt etwa 40 Meter tiefer als die Parndorfer Platte, der Einschnitt bei ersterem ist heute aber 300 Meter tief.
Die Hundsheimer Berge bilden im flacheren Ostteil ein welliges Hochplateau, das nur mit Büschen bewachsen oder kahl ist, während der Hundsheimer Berg zur Hälfte bewaldet ist (Hainburger Wald). Am Rand des Bergstocks liegen Kalksteinbrüche – vor allem der (heute aus Umweltgründen teilweise umstrittene) große Römersteinbruch am Pfaffenberg, dessen 120 m hohe Kalkwände den Anblick von Westen her prägen und sich von den dunklen Karpaten abheben. Teilweise bestehen die Rücken des Gebirges auch aus Glimmerschiefer und Granitgneis.
Den südlichen Ausläufer des Plateaus bildet der längliche Spitzerberg, dessen Breitseite wie ein Tafelberg erscheint und wo fast immer Aufwinde herrschen. An seinem Fuß liegt der Sport- und Segelflugplatz der Flugschule Spitzerberg. Er geht in den Blauenstein und den Steinberg über.
Im Osten erheben sich noch der Braunsberg (346 m) und die Königswarte (344 m).
Die Hochflächen der Berge weisen eine pannonische Flora auf, insbesondere Steppen- und Trockenrasen. Weiter westlich finden sich ähnliche Arten noch einmal im Naturschutzgebiet des Laaerberges bei Wien. Gebiete mit einer Fläche von 193 ha in den beiden Gemeinden Hainburg und Hundsheim gehören deshalb zum Naturschutzgebiet Braunsberg-Hundsheimerberg (Lage), ebenso das Naturschutzgebiet „Spitzerberg“ mit 227 ha. Teile sind dabei auch Natura-2000-Gebiete (siehe Natura-2000-Gebiet Hundsheimer Berge).